# 1940 Віппл
1940 Віппл (1940 Whipple) — астероїд головного поясу, відкритий 2 лютого 1975 року.
Тіссеранів параметр щодо Юпітера — 3,221.